# LightDM
O LightDM é um gerenciador de exibição X que tem como objetivo ser leve, rápido, extensível e multi-desktop. Ele usa vários front-ends para desenhar interfaces de login, também chamados de Greeters.